# Птуха Володимир Васильович
Володимир Васильович Птуха (6 квітня 1894, місто Остер Чернігівської губернії, тепер Чернігівської області — розстріляний 25 квітня 1938, місто Москва) — радянський партійний діяч, 1-й секретар Нижньо-Волзького (Сталінградського) крайового комітету ВКП(б). Кандидат у члени ЦК ВКП(б) у липні 1930 — жовтні 1937 року. Брат Птухи Михайла Васильовича.

## Біографія
Народився 25 березня (6 квітня) 1894 року в родині службовця. У 1903 році закінчив два класи початкової школи в місті Остер, у 1912 році — реальне училище в Чернігові. З 1912 по 1917 рік — студент Петроградського гірничого інституту, закінчив три курси.
Член РСДРП(б) з квітня 1917 року.
У липні 1917 — лютому 1918 року — член і голова Остерської повітової ради робітничих, селянських і червоноармійських депутатів Чернігівської губернії. У лютому — грудні 1918 року заарештовувався українською владою, сидів у в'язницях міст Остра і Чернігова.
З грудня 1918 по травень 1919 року — військовий комісар кавалерійського полку партизанського загону і 1-ї Української радянської дивізії в Чернігівській, Київській, Подільській і Волинській губерніях. У травні — вересні 1919 року — начальник політосвіти Остерського повітового військкомату. З вересня по грудень 1919 року — політичний працівник 9-ї кавалерійської дивізії РСЧА.
У грудні 1919 — серпні 1920 року — секретар Остерського повітового комітету КП(б)У Чернігівської губернії.
У серпні 1920 — лютому 1921 року — секретар, член президії виконавчого комітету Чернігівської губернської ради.
У лютому 1921 — червні 1923 року — завідувач організаційного відділу Чернігівського губернського комітету КП(б)У. У серпні — вересні 1922 року — в.о. відповідального секретаря Чернігівського губернського комітету КП(б)У.
З червня 1923 по вересень 1924 року — відповідальний інструктор ЦК КП(б)У в Харкові.
З вересня 1924 по вересень 1927 року — відповідальний інструктор ЦК ВКП(б) у Москві.
У жовтні 1927 — липні 1928 року — відповідальний секретар Сталінградського губернського комітету ВКП(б). З липня 1928 по серпень 1930 року — відповідальний секретар Сталінградського окружного комітету ВКП(б).
У серпні 1930 — 6 січня 1931 року — 2-й секретар Нижньо-Волзького крайового комітету ВКП(б).
6 січня 1931 — січень 1934 року — 1-й секретар Нижньо-Волзького крайового комітету ВКП(б).
У січні 1934 — 20 березня 1935 року — 1-й секретар Сталінградського крайового комітету ВКП(б).
У травні 1935 — 13 вересня 1937 року — 2-й секретар Далекосхідного крайового комітету ВКП(б).
Заарештований в Москві 11 жовтня 1937 року. 25 квітня 1938 року засуджений до розстрілу, того ж дня розстріляний. Похований на полігоні «Комунарка» біля Москви.
Посмертно реабілітований 8 березня 1956 року.